# مانويل موتا
مانويل موتا (بالإسبانية: Manuel Mota)‏ هو مصمم أزياء إسباني، ولد في 9 يوليو 1966 في ريوس في إسبانيا، وتوفي في 8 يناير 2013 في سيدجيس في إسبانيا بسبب جرح طعني.